# Gary Hebl

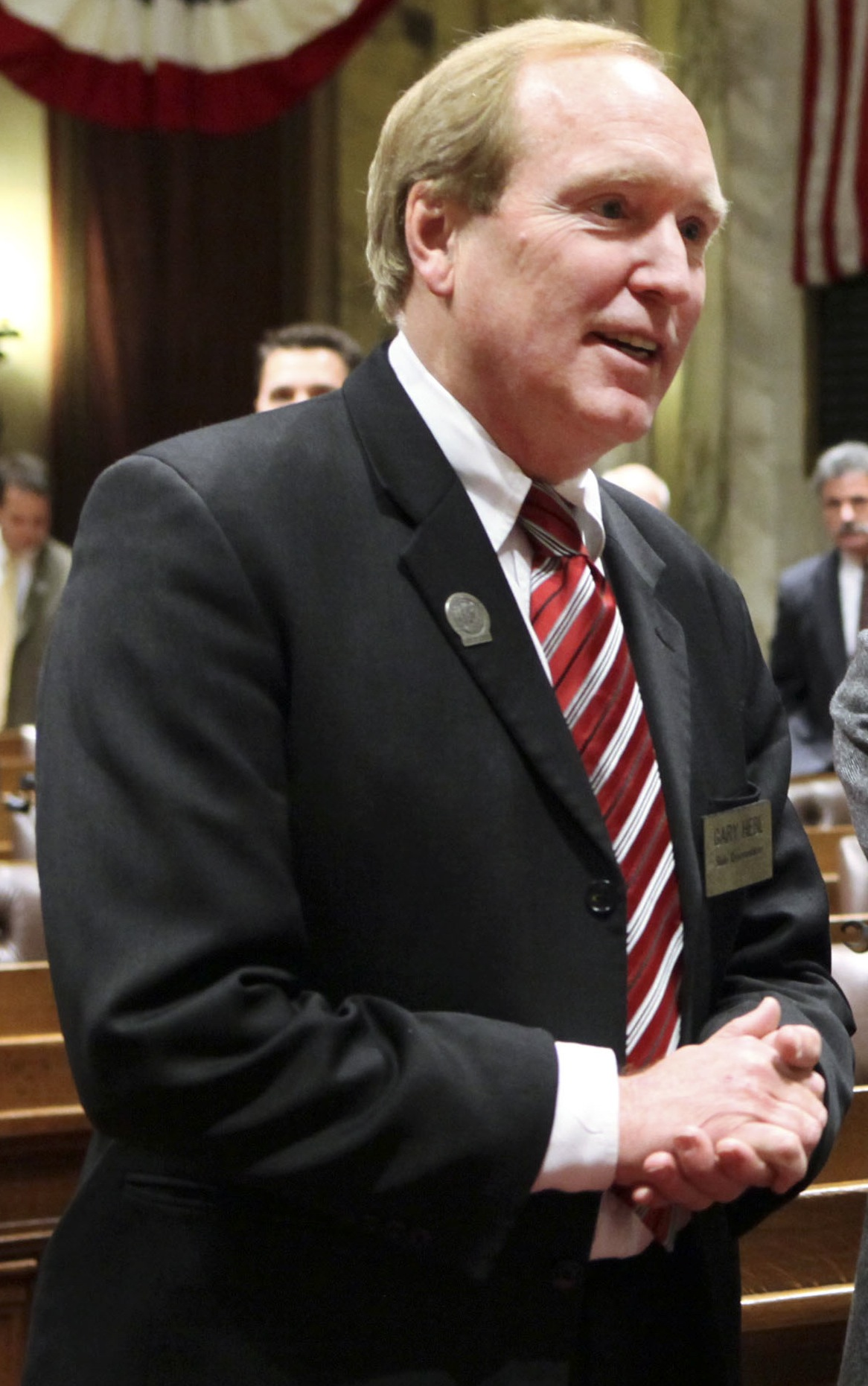
Hebl im Wisconsin State Assembly 2009

Gary Hebl (* 15. Mai 1951 in Madison, Wisconsin) ist ein US-amerikanischer Rechtsanwalt und Abgeordneter der Demokratischen Partei im Unterhaus des Parlaments von Wisconsin, der Wisconsin State Assembly. Er vertritt dort seit 2004 den 46. Assembly-Distrikt. Bei den Wahlen am 4. November 2009 konnte er zuletzt sein Mandat verteidigen. Hebl ist verheiratet mit seiner Frau Lynn. Sie haben gemeinsam drei erwachsene Kinder, zwei Söhne und eine Tochter.
Gary Hebl schloss 1969 an der High School seines Heimatortes Sun Prairie seine Schullaufbahn ab. 1973 machte er sein B.A. im Fach Politikwissenschaft, 1976 beendete er sein Studium als Jurist an der Gonzaga University.
Gary Hebl war und ist in vielen verschiedenen Organisationen und Vereinen aktiv, zum Teil auch als deren Präsident: Finanzausschuss der Gemeinde von Sun Prairie, dem YMCA, den Kolumbusrittern. In Sportvereinen hat er sich besonders in der Betreuung von Kindern und Jugendlichen engagiert und ist dafür sowohl von staatlichen als auch von privaten Organisationen mehrfach ausgezeichnet worden.